# Vydūnas
Vydūnas (rodným jménem Wilhelm Storost, v litevské verzi Vilius Storosta; 22. března 1868 Jonaten - 20. února 1953 Detmoldu) byl prusko-litevský básník, filozof a teosof. Proslul svým pěstováním německo-litevských vztahů, pokusem obnovit staré litevské pohanství a mysticky zaměřenou filozofií.

## Život
Narodil se na území dnešní Litvy, nedaleko města Šilutė, v rodině mluvící převážně německy. Dobře však uměl i litevsky, celý život litevštinu užíval a Litvu považoval za svou vlast. Vystudoval učitelský institut v Dobrovolsku (1883-85) a učitelskou školu v Němanu (1885-88). Poté se živil jako učitel v Kintai na místní základní škole (1888-1892). V budově této školy je dnes malé Vydūnasovo muzeum. V roce 1892 začal učit na chlapecké škole v Sovětsku, kde působil až do roku 1912. Učil německy, francouzsky, anglicky i litevsky. Vedl tam i litevský pěvecký sbor a sám psal písně i hry, které hrálo jeho amatérské divadlo. V roce 1912 opustil školu, aby se věnoval filozofickým studiím. V letech 1913 až 1919 studoval na univerzitách v Greifswaldu, Halle, Lipsku a Berlíně. V letech 1918-1919 učil litevštinu na semináři orientálních jazyků v Berlíně, jehož ředitelem byl slavný orientalista Eduard Sachau. Od roku 1933 působil v Klaipėdě v místní hudební škole. Posléze se vrátil do Sovětsku. V důsledku ruských náletů na toto město v roce 1944 Vydūnas nejprve uprchl na panství Stepnoje, později pak utekl do Německa. Po několika měsících v uprchlických táborech našel Vydūnas po válce svůj nový domov v Detmoldu, v Severním Porýní-Vestfálsku, kde v roce 1953 zemřel ve věku 84 let. V roce 1991 byla splněna jeho poslední vůle, aby byly jeho ostatky převezeny do rodné Litvy. Jeho hrob je nyní v Bitėnai, v bezprostřední blízkosti svaté hory Litevců, Rambynasu.
Brzy onemocněl tuberkulózou, a právě utrpení způsobené touto nemocí ho dle vlastních slov přivedlo k mystice a teosofii. Do Teosofické společnosti vstoupil roku 1900 během pobytu v Lipsku. Roku 1902 pak založil pobočku Teosofické společnosti v Sovětsku a od roku 1905 zde vydával teosofický časopis Saltinis. Vydūnas se též velmi zajímal o indickou kulturu a v roce 1946 jako první přeložil Bhagavadgítu do litevštiny. Jeho současná sláva v Litvě je však založena spíše na jeho práci pro oživení litevské kultury, zejména lidových písní a starých tradic. Napsal též knihu Sedm set let německo-litevských vztahů, jejíž první vydání vyšlo v roce 1932. Tato kniha byla nacisty o rok později zakázána kvůli její myšlence mezinárodního porozumění a nacistům vzdálenému pojetí německosti, ačkoli Vydunas vždy zdůrazňoval, že litevská kultura bude nejlépe prospívat, napojí-li se na kulturu německou. V roce 1938, ve věku 70 let, byl nacisty i uvězněn, ale díky protestům jeho vlivných přátel byl rychle propuštěn. Strávil ve vězení jen dva měsíce. Své sympatie k Litevcům vyjádřil i pseudonymem, který začal užívat zhruba ve 40 letech. Je odvozen z litevštiny, byť jde o novotvar. V litevštině existuje slovo pavydūnas, které by šlo přeložit jako nepřejícník. Vydūnas by pak značilo cosi jako "přejícník", byť v litevštině, stejně jako v češtině, takové slovo neexistuje.
Po zisku nezávislosti Litvy a obnovení samostatné litevské měny v roce 1993 byl vyobrazen na bankovce v hodnotě 200 litasů. Roku 2015 však Litva zavedla euro.